# 하인호 (정치인)
하인호(河仁鎬, 1970년 2월 19일 ~ )는 대한민국의 제7·8·9대 경상남도 하동군의원이다.

## 학력
- 1976.03 ~ 1982.02 북평국민학교 졸업
- 1982.03 ~ 1985.02 옥종중학교 졸업
- 1985.03 ~ 1988.02 옥종고등학교 졸업
- 1988.03 ~ 1991.02 진주전문대학 전문 학사 졸업

## 경력
- 하동군 옥종면 발전협의회 이사
- 자유총연맹 옥종면 부회장
- 2012년 경상남도 하동군의회 후보
- 2014.07 ~ 2018.06 제7대 경상남도 하동군의회 의원
- 2014.07 ~ 2016.07 제7대 경상남도 하동군의회 전반기 기획행정위원회 위원
- 2014.07 ~ 2016.07 제7대 경상남도 하동군의회 전반기 예산결산특별위원회 위원
- 2016.07 ~ 2018.06 제7대 경상남도 하동군의회 후반기 부의장
- 2016.07 ~ 2018.06 제7대 경상남도 하동군의회 후반기 기획행정위원회 위원
- 2016.07 ~ 2018.06 제7대 경상남도 하동군의회 후반기 산업건설위원회 위원장
- 2017.02.03 바른정당 입당
- 2017.05.02 바른정당 탈당
- 2017.05.12 자유한국당 입당
- 2018.04.05 자유한국당 탈당
- 2018.07 ~ 2022.06 제8대 경상남도 하동군의회 의원
- 2018.07 ~ 2020.07 제8대 경상남도 하동군의회 전반기 의회운영위원회 위원
- 2018.07 ~ 2020.07 제8대 경상남도 하동군의회 전반기 산업건설위원회 위원
- 미래통합당 입당
- 2020.07 ~ 2022.06 제8대 경상남도 하동군의회 후반기 의회운영위원회 위원
- 2020.07 ~ 2022.06 제8대 경상남도 하동군의회 후반기 기획행정위원회 위원
- 2020.07 ~ 2022.06 제8대 경상남도 하동군의회 후반기 예산결산특별위원회 위원
- 2022.07 ~ 2025.02 제9대 경상남도 하동군의회 의원
- 2022.07 ~ 2024.07 제9대 경상남도 하동군의회 전반기 의회운영위원회 위원
- 2022.07 ~ 2024.07 제9대 경상남도 하동군의회 전반기 산업건설위원회 위원
- 2024.07 ~ 2025.02 제9대 경상남도 하동군의회 후반기 기획행정위원회 위원장
- 국민의힘 탈당

## 피선거권 상실
- 2025년 2월 28일 경남 상반기 재보궐선거 3곳 확정…하동군의회 라선거구 변수

## 역대 선거 결과
|  | 44.74% |

|  | 35.37% |

|  | 35.53% |

|  | 38.47% |